# Барон Ревелсток
Барон Ревелсток из Мембланда в графстве Девоншир — наследственный титул в системе Пэрства Соединенного Королевства. Он был создан 30 июня 1885 года для бизнесмена Эдварда Чарльза Бэринга (1828—1897), главы семейной фирмы «Barings Bank» и члена семьи Бэринг. Эдвард Бэринг был сыном банкира Генри Бэринга (1777—1848), третьего сына сэра Фрэнсиса Бэринга, 1-го баронета (1740—1810), и племянником Александра Бэринга, 1-го барона Ашбертона (1774—1848), вторым кузеном Фрэнсиса Бэринга, 1-го барона Нортбрука (1796—1866), старшим братом Ивлина Бэринга, 1-го графа Кромера (1841—1917), и дядей Ивлина Бэринга, 1-го барона Ховика Глендейлского (1903—1973).
Преемником первого лорда Ревелстока стал его второй сын, Джон Бэринг, 2-й барон Ревелсток (1863—1929). Он был партнером в фирме «Baring Brothers и Co. Ltd.», председателем Банка Англии (1898—1929), а также служил в качестве лорда-лейтенанта Мидлсекса (1926—1929). После его смерти титул перешел к его младшему брату Сесилу Бэрингу, 3-му барону Ревелстоку (1864—1934). Он приобрел остров Ламблей, к северу от Дублина, в 1904 году.
По состоянию на 2025 год носителем баронского титула являлся его правнук, Александр Руперт Бэринг, 7-й барон Ревелсток (род. 1970), который стал преемником своего отца в 2012 году.
Достопочтенный Морис Бэринг (1874—1945), английский драматург, поэт, прозаик, переводчик и публицист, был пятым сыном первого барона Ревестока.
Город Ревелсток в Британской Колумбии (Канада), основанный в 1880 году, был назван в честь Эдварда Чарльза Бэринга, 1-го барона Ревелстока, который сыграл важную роль в обеспечении финансирования, необходимого для завершения Канадской Тихоокеанской железной дороги.

## Бароны Ревелсток (1885)
- 1885—1897: Эдвард Чарльз Бэринг, 1-й барон Ревелсток (13 апреля 1828 — 17 июля 1897), второй сын банкира и политика Генри Бэринга (1777—1848)[1];
- 1897—1929: Джон Беринг, 2-й барон Ревелсток (7 сентября 1863 — 19 апреля 1929), второй сын предыдущего[2];
- 1929—1934: Сесил Бэринг, 3-й барон Ревелсток (12 сентября 1864 — 26 января 1934), младший брат предыдущего. Женат с 1902 года на Мод Луизе Лорийяр (1876—1922), дочери табачного миллионера Пьера Лорийяра IV[3];
- 1934—1994: Руперт Бэринг, 4-й барон Ревелсток (8 февраля 1911 — 18 июля 1994), единственный сын предыдущего[4];
- 1994—2003: Джон Беринг, 5-й барон Ревелсток (2 декабря 1934 — 5 июня 2003), старший сын предыдущего[5];
- 2003—2012: Джеймс Сесил Бэринг, 6-й барон Ревелсток (16 августа 1938 — 7 февраля 2012), младший брат предыдущего[6];
- 2012 — настоящее время: Александр Руперт Бэринг, 7-й барон Ревелсток (род. 9 апреля 1970), старший сын предыдущего от первого брака[7];
  - Наследник титула: достопочтенный Томас Джеймс Бэринг (род. 4 декабря 1971), младший брат предыдущего[8].